# هرمان شرودر
هرمان شرودر (بالألمانية: Hermann Schroeder)‏ هو معلم موسيقى وملحن وأستاذ جامعي ألماني، ولد في 26 مارس 1904 في بيرنكاستل-كويز في ألمانيا، وتوفي في 7 أكتوبر 1984 في باد اورب في ألمانيا.

## وصلات خارجية
- هرمان شرودر على موقع ميوزك برينز (الإنجليزية)
- هرمان شرودر على موقع أول ميوزيك (الإنجليزية)
- هرمان شرودر على موقع ديسكوغز (الإنجليزية)